# Machiel Evert Noordeloos
Machiel Evert Noordeloos (ur. 16 kwietnia 1949) – holenderski mykolog.

## Życiorys
Machiel E. Noordeloos studiował na Uniwersytecie w Lejdzie. W latach 1971–1975 został na nim zatrudniony przez Roberta Hegnauera jako asystent w laboratorium eksperymentalnej systematyki roślin. Doktorat uzyskał w 1975 r. W latach 1975–1981 odbył studia podyplomowe dla doktorantów w Rijksherbarium. Tematem jego pracy doktorskiej była systematyka i rozprzestrzenienie gatunków dzwonkówek (Entoloma) w Europie. W latach 1981–1987 Noordeloos pracował jako doktorant w Rijksherbarium, otrzymując trzy kolejne granty od Holenderskiej Organizacji Badań Naukowych na projekt Flora agaricina neerlandica. W latach 1987–1991 był kierownikiem oddziału mykologicznego Urzędu Ochrony Roślin w Wageningen. W 1991 roku powrócił do Lejdy, gdzie pracował jako profesor nadzwyczajny w National Herbarium w Holandii.
Od 1994 do 2000 roku Noordeloos był skarbnikiem Międzynarodowego Towarzystwa Mykologicznego.

## Praca naukowa
Noordeloos jest ekspertem w taksonomii grzybów, zwłaszcza pieczarkowców (Agaricales) i borowikowców (Boletales). Szczególnie duży wkład ma w opracowanie rodzajów Entoloma, Lactarius, Hemimycena, Psilocybe i Leccinum. Niektóre prace zaowocowały monografiami. Jest także zaangażowany w projekt Flora agaricina neerlandica. Od 1975 r. Noordeloos prowadzi badania poza Europą, szczególnie w Ameryce Północnej, Afryce, Australii i Nowej Zelandii.
Opisał nowe gatunki grzybów. W nazwach naukowych utworzonych przez niego taksonów dodawany jest skrót jego nazwiska Noordel.